# Fraggning
Fragging är det avsiktliga dödandet av soldater på den egna sidan, vanligtvis en överordnad befälhavare. Amerikanska soldater myntade termen under vietnamkriget, när sådana dödanden oftast begicks med fragmenteringsgranater, för att få det att se ut som att dödandet var oavsiktligt eller orsakat i strid med fienden. Termen fragging omfattar nu alla typer av avsiktligt dödande av allierad militär personal.
Fragging ska inte förväxlas med oavsiktligt dödande eller sårande av allierad personal; sådana incidenter kallas vådabeskjutning.
Den flesta incidenterna av fraggning utfördes under vietnamkriget av meniga soldater mot officerare. Meniga var, enligt en kompanichefs ord, "rädda att de skulle fastna med en löjtnant eller sergeant som skulle vilja utföra alla typer av galna John Wayne -taktiker, som skulle använda soldaternas liv i ett försök att vinna en stor medalj och få sin bild i tidningen". Trakasserier av underordnade av en överordnad var ett annat vanligt motiv. Den stereotypa fraggingincidenten handlade om "en aggressiv karriärofficer som blev överfallen av  underordnade med låg moral". Ett antal fraggingincidenter var resultatet av påstådd rasism mellan svarta och vita soldater. Försök av officerare att kontrollera droganvändning orsakade andra. De flesta kända fraggningsincidenter utfördes av soldater i stödförband snarare än soldater i stridsförband.